# Dekensara
× Dekensara, (abreviado Dek) en el comercio, es un híbrido intergenérico entre los géneros de orquídeas Brassavola × Cattleya × Schomburgkia. Fue publicado en Orchid Rev. 63: 107 (1955).